# Jakob Huber (Offizier)

Huber (hinten) mit General Guisan auf Militärseilbahn Z307

Jakob Huber (* 1. November 1883 in Jonen; † 11. März 1953 in Brienz) war ein Schweizer Berufsoffizier. Er war Generalstabschef der Schweizer Armee von 1940 bis 1945.

## Leben

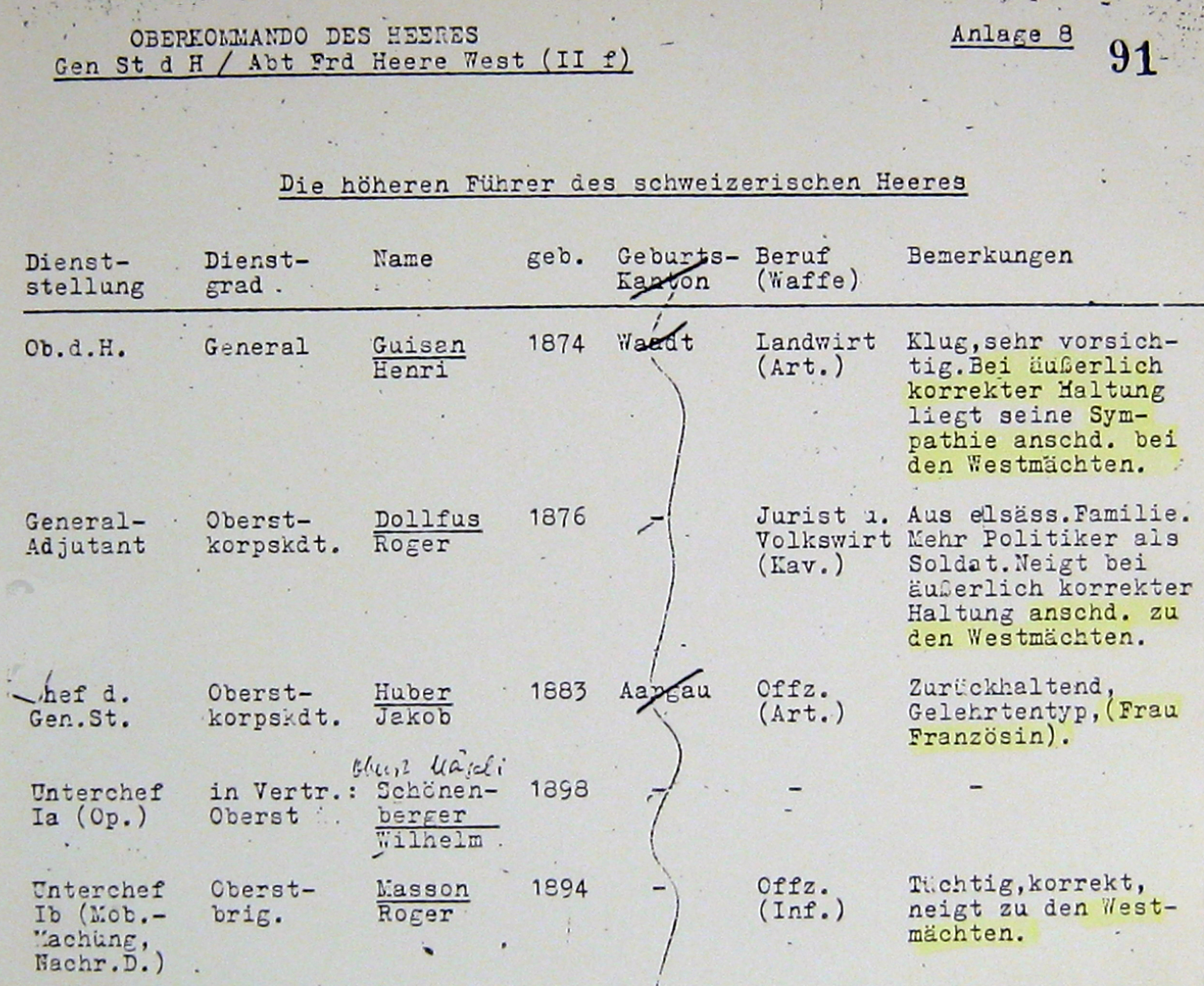
Einschätzung der deutschen Wehrmacht zur Person Huber

Jakob Huber wurde 1883 als Sohn des Landwirts Johann Arnold und seiner Frau Elisabeth Huber (geb. Rüttimann) in Jonen, Kanton Aargau, geboren. Er absolvierte ein Studium der Chemietechnik in Winterthur und arbeitete im Anschluss daran als Chemiker in Aarau, Zürich und Frankreich sowie als Vermessungsgeometer in Tunis und Ägypten.
Später begann Huber eine Karriere beim Militär. 1911 wurde er Instruktionsoffizier. Zwei Jahre darauf wurde er nach Deutschland zum 38. Artillerieregiment in Stettin abkommandiert. Von 1926 bis 1930 leitete er als Stabschef die 6. Division. Anschließend kommandierte er die Artilleriebrigade 5. Von 1933 bis 1934 war er Stabschef des 3. Armeekorps. Im Jahre darauf wurde er Kommandant der Festung Saint Maurice. 1937 übernahm er die Leitung der Sektion für Rückwärtiges und Festungswesen der Generalstabsabteilung. Ende 1937 war Huber alleiniger Unterstabschef und Stellvertreter des Generalstabschefs. Er wurde zum Oberstdivisionär befördert, fühlte sich jedoch durch die 1938 erfolgte Ernennung des Obersten Hans Frick zum Unterstabschef für Frontbelange und Ablehnung seiner Reformvorschläge durch Generalstabschef Jakob Labhart benachteiligt. Im November 1939 bat er General Henri Guisan um Versetzung. Guisan übertrug Labhart das Kommando des neuen 4. Armeekorps und ernannte Huber zum Chef des Generalstabs, zuerst ad interim. Am 23. März 1940 übernahm Huber dieses Amt endgültig und übte es bis 1945 aus. Zum Jahresende wurde Huber zum Oberstkorpskommandanten befördert und ging als Beamter der Generalstabsabteilung in Pension. Huber gilt neben Guisan als bedeutendster Schweizer Militär während des Zweiten Weltkriegs.

## Werke
- Bericht des Chefs des Generalstabes der Armee an den Oberbefehlshaber der Armee über den Aktivdienst 1939–1945. Eidgenössische Drucksachen- und Materialzentrale, Bern 1946.